# جان کمپ
جان کمپ (انگلیسی: John Kemp; ح. 1380 – ۲۲ مارس ۱۴۵۴) سیاستمدار، کشیش کاتولیک، و قاضی اهل پادشاهی انگلستان بود.